# Diego Maradona
Diego Armando Maradona [diégo armándo maradóna], argentinski nogometaš in trener, * 30. oktober 1960, Lanús, Buenos Aires, Argentina, † 25. november 2020, Tigre.
Maradona velja za enega izmed najboljših nogometašev vseh časov. Igral je na položaju veznega igralca.
V svoji klubski karieri je igral za Argentinos Juniors, Boca Juniors, FC Barcelona, S.S.C. Napoli, Sevilla FC in Newell's Old Boys; največje uspehe je dosegal za Napoli in Barcelono, kjer je osvojil številne nagrade. Med drugim je znan kot prvi igralec v zgodovini nogometa, ki je dvakrat podrl rekord za najvišji prestopni znesek: najprej za prestop v Barcelono, za katerega je klub plačal 5 milijonov funtov, in od tam v Napoli, ki ga je prestop stal 6,9 milijona.
Za argentinsko nogometno reprezentanco je zbral 91 mednarodnih nastopov in 34 golov, najznamenitejši je bil nastop na Svetovnem prvenstvu 1986, na katerem je kot kapetan reprezentanco popeljal do naslova svetovnih prvakov.

## Zgodnje življenje
Diego Maradona se je rodil 30. oktobra 1960 v Buenos Airesu v Argentini.  Bil je sin revne družine, ki se je preselila iz province Corrientes. Maradona je bil vzgojen v Buenos Arinesu. Bil je prvi sin v družini in ima dva mlajša brata, Huga (el Turco) in Raúla (Lalo), oba pa sta bila tudi profesionalna nogometaša. Njegov oče Diego Maradona "Chitoro" (1927–2015) je bil rodu Guaraní, njegova mama Dalma Salvadora Franco, „Doña Tota" (1930–2011), pa je bila italijanskega porekla.
Maradona je svojo prvo nogometaško žogo dobil v darilu, ko je praznoval tri leta in se hitro posvetil športu. Ko je imel osem let, je Maradona opazil skavt, medtem ko je igral v svojem sosedskem klubu Estrella Roja. Postal je glavni igralec ekipe Los Cebollitas (Mala čebula), mladinske ekipe Argentino Juniors iz Buenos Airesa. Kot dvanajstletni deček je z igranjem z žogo gledalce zabaval tako, da je med vmesnimi prekinitvami tekem s svojimi prvimi divizijami pokazal ljubezen do športa. Med njegovimi navdihi med odraščanjem je bil brazilski športni igralec Rivellina in krila Manchester Uniteda Georgea Best.

## Nogometaška kariera

### Zgodnja kariera
20. oktobra 1976 je Maradona prvič igral na nogometaškem stadionu, ko je z svojo ekipo Argentinos Juniors tekmoval proti Talleres de Córdoba. Na igrišču je imel Maradona oblečen dress številko 16 in je postal najmlajši igralec v zgodovini argentinske Primere División. Med tekmo je Maradona zadel svoj prvi profesionalni gol. Po koncu tekme je Maradona rekel: "Tistega dne sem čutil, da sem nebo držal v rokah." Maradona je 14. novembra 1976, dva tedna po dopolnjenem 16. letu, dosegel svoj prvi gol v Primera División proti ekipi Marplatense San Lorenzo.
Maradona je pet let preživel v Argentinos Juniors, od leta 1976 do 1981, v 167 nastopih je dosegel 115 golov, preden je v Boca Juniors prestopil 4 milijone ameriških dolarjev. Maradona je prejel ponudbe za vstop v druge klube, vključno z River Plateom, ki je ponudil, da postane najboljši plačani igralec kluba. Kljub temu je Maradona izrazil željo po prestopu v Boco Juniors, ekipo, za katero je vedno želel igrati.
Maradona je pogodbo z Boco Juniors podpisal 20. februarja 1981. Dva dni kasneje je tekmoval proti Talleresu de Córdobi in dvakrat zadel gol ter s tem dosegel zmago z 4 : 1. 10. aprila je Maradona na stadionu La Bombonera odigral svoj prvi Superclásico proti River Plateu. Boca je premagala River s 3 : 0, Maradona pa je dosegel zadetek, potem ko je premagal Alberta Tarantinija in Fillola. Kljub nezaupljivemu odnosu med Maradono in menedžerjem Boce Juniors, Silviom Marzolinijem, je imela Boca uspešno sezono in je po pridobitvi točke proti Racing Clubu osvojila naslov prvaka. To bi bil edini naslov, ki ga je v argentinski domači ligi osvojil Maradona.

### FC Barcelona
FC Barcelona je Maradono sprejel v klub za milijardo pezet od Boca Juniors, takrat rekorden znesek. Pri prestopu je glavno vlogo odigral agent Josep Maria Minguella. Maradona je imel težave s prilagajanjem in decembra 1982, ravno ko se je šport začel izboljševati, je zbolel za zlaatenico. Iz kluba je bil oduščen marca 1983. Po vrnitvi je Maradona pripeljal FC Barcelono do zmag na Copa del Rey in Copa de la Liga. V finalu za Copa de la Liga proti Realuz mu je z lepim golom celo uspelo zagotoviti, da so mu navijači nadtekmovalca Reala izrekli iskrene čestitke. Četrti dan sezone 1983/84 si je Maradona zlomil nogo po hudem spopadu branilca Athletic Bilbaa Andonija Goikoetxee. Po štirih mesecih okrevanja se je Maradona vrnil igrat proti FC Sevilla in takoj zadel dva gola. Na koncu je Maradona v tej sezoni dosegel enajst ligaških golov, FC Barcelona pa je končal eno točko za državnim prvakom Athleticom iz Bilbaa. Zadnja tekma Maradone z FC Barcelono bil finale Copa del Rey leta 1984, ki je bil z 1:0 izgubljen proti Athleticu iz Bilbaa. Po dolgotrajnih provokacijah med tekmo je Maradona reagiral in namerno brcnil nasprotnika, nato pa je prišlo do prerivanja med igralci FC Barcelona in Athletic de Bilbao.

### SSC Napoli
Leta 1984 se je Maradona preselil v Neapelj v južni Italiji. Zanimalo ga je več velikih italijanskih klubov, vendar mu je bila izbira za neapeljski klub SSC Napoli najprimernejša. V svoji prvi sezoni je Napoli, ki mu je prej grozilo izpadanje, vodil do osmega mesta. Maradona je bil kmalu nagrajen s kapetanskim trakom. V sezoni 1986/87 je po tem, ko je z Argentino postal svetovni prvak, prvič v zgodovini klubov osvojil naslov državnega prvaka.
V sedmih sezonah, v katerih je Maradona igral z Napolijem, je klub dvakrat osvojil državno prvenstvo in enkrat osvojil pokal UEFA , leta 1989. Maradona je bil nosilec znamenitega veznega  'MaGiCa' (Maradona, Giordano in Careca) in tam postal izjemno priljubljen. Klub se je leta 2000 odločil, da njegove številke majice (10) nikoli več ne bo uporabil kot poklon.

### Mednarodna kariera

#### Svetovno prvenstvo v nogometu 1986
Leta 1986 je Maradona odšel na svetovno prvenstvo nogometa v Mehiko. Po zmagah proti Južni Koreji in Bolgariji ter neodločenem izidu proti Italiji z 1:1 v katerem je Maradona izenačil na izenačeni tekmi, potem ko je Italija povedla, je Argentina na koncu končala na prvem mestu. V osmini finala je bil Urugvaj poražen z rezultatom 1: 0. V četrtfinalu proti Angliji, štiri leta po Falklandski vojni, je bil Maradona neustavljiv: najprej je rezultat podrl z rokometnim golom, nato pa spektakularno preigral angleško obrambo in podpisal za 2-0. Ta drugi gol je internetna anketa, ki jo je organizirala FIFA, pozneje imenovala za gol stoletja. Tekma se je končala z 2 : 1. V polfinalu je Maradona znova dosegel dva zadetka, tokrat proti Belgiji. V finalu proti Zahodni Nemčiji je Argentina popustila z 2: 0, a ob podaji Maradone je Jorge Burruchaga v 84. minuti dosegel zmagoviti gol. Maradona je bil zvezdnik in je veljal za najboljšega nogometaša na svetu.

#### "Božja roka"
Čeprav je šlo očitno za igro z roko, je bil odobren prvi gol Maradone v četrtfinalu proti Angliji. Skoraj dvajset let je Maradona vztrajal: "To je bila božja roka." V intervjuju za ARD je leta 2006 priznal prekršek. Dejstvo, da je na tej isti tekmi zadel po velikem hitenju, kaže na obe strani Maradonine osebe: goljufa in nogometnega genija.

#### Svetovno prvenstvo leta 1990
Leta 1990 je v Italiji potekalo svetovno prvenstvo. Argentina je v skupinskem delu končala za Kamerunom in Romunijo, a je bila v nadaljevanju najboljša tretjina. V osmini finala je za zmago proti Braziliji zadostoval zadetek Claudia Chananiga. Argentina je v četrtfinalu premagala Jugoslavijo. Rezultat je ostal 0:0 in spremenil se je v enajstmetrovke. Maradona je svojega zgrešil, a je bilo za Argentince vseeno 3: 2. V polfinalu se je Argentina srečala z Italijo, natančneje na stadionu San Paolo, stadion Napolija, kjer je takrat igral Maradona. Večina navijačev Napolija si je želela, da bi Argentina in Maradona izgubila. Po neodločenem izidu 1: 1 je spet prišlo do enajstmetrovk. Maradona je brcnil v svojo, Argentina pa je povišala na 4-3. V finalu, v katerem so italijanski navijači poklicali Maradono, je Argentina po poznem zadetku Andressa Brehmeja izgubila proti Zahodni Nemčiji.

#### Svetovno prvenstvo leta 1994
Leta 1994 je bil 33-letni Maradona ponovno uvrščen v izbor za svetovni pokal. Na prvi tekmi proti Grčiji je Maradona zadel gol, čeprav je bil Gabriel Batistuta zmagovalec tekme s hat-trickom. Zmagala je tudi Nigerijo, proti Bolgariji pa je bil poraz z 2: 0. Kljub temu se je Argentina uvrstila na tretje mesto, skupaj z Nigerijo in Bolgarijo. Vse tri države so imele šest točk. Romunija je bila nasprotnica v osmini finala. Z Gheorghejem Hagijem kot zvezdnica je Romunija zmagala s 3: 2, tako da je Argentina izpadla. Poleg tega je bila Maradona ujet in suspendirana zaradi uživanja mamil. S tem se je končala njegova mednarodna kariera, po sedemnajstih letih in 91 tekmah, v katerih je dosegel 34 golov.

## Kariera trenerja argentinske nogometne reprezentance
Pod vodstvom Maradone se je Argentina uvrstila na svetovno prvenstvo proti Južni Afriki (2010). Tam se je uvrstila v četrtfinale, a jo je premagala Nemčija. Maradonin 'lastni' trenerski slog je povzročil veliko publicitete, predvsem dejstvo, da je s svojimi igralci postal zelo fizičen. Prvotno je bilo predvideno, da bo Maradona ostal v Braziliji kot državni trener do svetovnega prvenstva leta 2014. Maradona je želel obdržati celotno osebje po svetovnem prvenstvu leta 2010, a se argentinska nogometna zveza ni strinjala. Potem ko je Maradona vztrajal pri svojih zahtevah, se je sindikat odločil, da mu ne bo podaljšal pogodbe. V odgovor je Maradona spregovoril o "izdaji".

## Zasebno življenje
Maradona se je leta 1989 poročil z Claudio Villafañe, s katero je imel pet otrok, mednjimi tudi Diega Singara, znanega tudi pod nogometnim imenom Diego Maradona mlajši, nezakonski otrok. Maradona se je z ženo Claudio ločil leta 2004, vendar je z njo ohranil dobre odnose.

### Politični nazori
Ko se je bližal konec njegove nogometne kariere, se je Maradona vse bolj vključeval v izražanje svojih političnih stališč. Tako je v devetdesetih letih podprl argentinskega predsednika Carlosa Menema. Pozneje je pokazal več simpatij do levega političnega spektra. Čez čas se je Maradona spoprijateljil s kubanskim predsednikom Fidelom Castrom. Z njim se je tako dobro razumel, da si je Maradona tetoviral Castrovo figuro na svoji levi nogi in lik Che Guevare na svoji desni roki. Svojo politično podporo je podal tudi venezuelskemu predsedniku Hugu Chávezu. Maradona je bil tudi prijatelj bolivijske levičarske predsednice Eve Morales. Avgusta 2007 je Maradona v televizijski oddaji povedal:"Sovražim vse, kar prihaja iz Združenih držav Amerike. Res močno sovražim to." 

### Sodne težave
Maradona je bil v življenju večkrat vpleten v različne težave s pravosodjem in pravnimi spori: zlasti z italijanskim davkarjem, ki ga je leta 2009 obtožil utaje davkov za 39 milijonov evrov, prek družbe Equitalia zadržal izvršbe tretjih oseb za zneske, ki so mu bili pripisani, potem ko je zahteval le 42.000 evrov in zasegel dve luksuzni uri in komplet uhanov.

### Zdravje
Od zgodnjih osemdesetih letih 20. stoletja do leta 2004 je bil Maradona odvisen od kokaina. V svoji avtobiografiji, objavljeni leta 2000, je priznal, da ga je začel zauživati leta 1982. Med bivanjem v Neaplju je njegovo zauživanje kokaina postala prava odvisnost, ki je začela motiti njegovo igranje nogometa.
V letih po upokojitvi se je Maradonino zdravje zaradi presežkov s hrano, alkoholom in kokainom, postopoma poslabšalo zaradi česar je bil sprejet v več bolnišnic, kjer je opravil več kirurških posegov ter rehabilitacij in razstrupljanj. Zaradi povečanje njegove telesne teže, ki jo je utrpel v zgodnjih 2000-letih, je bil Maradona prisiljen opraviti dva želodčna obvoda, enega leta 2005 in drugega leta 2007.

## Smrt
2. novembra 2020 je bil Maradona sprejet v bolnišnico v La Plati, domnevno iz psihičnih razlogov. Njegov predstavnik je dejal, da njegovo stanje ob prihodu v bolnišnico ni bilo resno. Naslednji dan je bil Maradona sprejet na nujni operaciji možganov za zdravljenje subduralnega hematoma. Po uspešno opravljeni operaciji so ga iz bolnišnice izpustili 12. novembra, zdravniki pa so ga ambulantno nadzorovali. 25. novembra 2020 je Diego Maradona doživel hud srčni infarkt in umrl na svojem domu v Dique Luján v provinci Buenos Airesu v Argentini, star 60 let.
Maradonina krsta - ogrnjena z argentinsko državno zastavo in tremi dresi Maradone s številko 10 (Argentinos Juniors, Boca Juniors in Argentina) - je ležala v državni predsedniški palači Casa Rosada, mimo njegove krste pa so hodili njegovi oboževalci in žalovali. 26. novembra je pogreb Maradone, ki se ga je udeležilo več deset tisoč ljudi, prekinila njegova družina, ko so njegovo krsto preselili iz rotunde predsedniške palače, potem ko so navijači prevzeli notranje dvorišče in se tudi spopadli s policijo.  Istega dne je bil organiziran zasebni pogreb in Maradona je bil pokopan v grobu ob svojih starših na pokopališču Jardín de Bella Vista v Bella Visti v Buenos Airesu.

## V popularni kulturi
Ameriški časopis Houston Chronicle je o Maradoni zapisal:
Da bi razumel mogočno senco, ki jo Maradona meče nad svojo nogometno noro domovino, je treba pričarati atletičnost Michaela Jordana, moč Babe Ruth in človeško zmotljivost Mikea Tysona.  Združite jih v enega samega človeka s sodovimi prsi s kosmatimi črnimi lasmi in dobili boste El Diega, idola milijonom, ki ga kličejo D10S, mešanico njegove igralne številke in špansko besedo za Boga.
V Argentini Maradona velja za ikono. Še zdaj velja za enega najboljših nogometašov v zgodovini in je eden najbolj priljubljenih na svetu. Leta 2005 je izšel "Loving Maradona - film o brezpogojni ljubezni" , video poklon Javierja Vázqueza, ki zbira malo znane podobe, pričevanja bližnjih Diega, oboževalcev Maradone in več drugih oboževalcev. Na filmskem plakatu je prikazan argentinski izbor, sestavljen iz enajstih slik Maradone, z obrazi, ki ustrezajo različnim obdobjem njegovega življenja. V njegovo čast je leta 2007 izšel film z naslovom Maradona - La Mano de Dios, ki ga je režiral italijanski režiser Dino Risi. Leta 2008 je izšel še en biografski dokumentarec o nekdanjem igralcu: " Maradona by Kusturica ", ki ga je produciral srbski režiser Emir Kusturica.
Francosko- španski pevec Manu Chao je še eden, ki se je že poklonil Maradoni, saj je zanj sestavil dve pesmi: "Santo Maradona" in "La Vida Tombola", slednja spada v glasbeno podlago filma Kusturice.

## Statistika kariere
Maradona je za klub in državo skupaj odigral 694 tekem in dosegel 354 golov s povprečjem doseženih golov 0,51.
v klubih
- Argentinos Juniors (1976-1981) - 166 tekem (116 golov)
- Boca Juniors (1981-1982, 1995-1997) - 71 tekem (35 golov)
- Barcelona (1982-1984) - 58 tekem (38 golov)
- S.S.C. Napoli (1984-1991) - 259 tekem (115 golov)
- Sevilla (1992-1993) - 29 tekem (7 golov)
- Newell's Old Boys (1993) - 5 tekem (0 golov)

Z reprezentanco
- 1977-94 Argentina (91 tekem, 34 golov)
- 21 tekem v štirih FIFA svetovnih prvenstvih (1982, 1986, 1990, 1994)
- Argentinski drugi najboljši strelec

Lokalna prvenstva
- 1981 Argentinsko prvenstvo
- 1987 Italijansko prvenstvo
- 1987 Italijanski pokal
- 1989 pokal UEFA
- 1990 Italijansko prvenstvo

Mednarodni uspehi
- 1979 FIFA Mladinsko svetovno prvenstvo.
- 1986 FIFA Svetovno prvenstvo.
- 1990 FIFA Svetovno prvenstvo, drugo mesto.
- 1993 pokal Artemia Franchija.

Treniranje
- 1994 Mandiyú de Corrientes.
- 1995 Racing Club de Avellaneda.

Častni naslovi
- 1979-81 Nogometaš leta, Argentinsko društvo novinarjev.
- 1979-81, 1986 Nogometaš leta, Argentinsko društvo športnih novinarjev.
- 1979, 1986, 1989, 1990, 1992 Južnoameriški nogometaš leta (El Mundo, Caracas).
- 1986 Najboljši nogometaš FIFA Svetovnega prvenstva.
- 1986 Zlata žoga za najboljšega nogometaša v Evropi (France Football).
- 1986-7 Najboljši nogometaš na svetu (Onze).
- 1996 Zlata žoga za nogometno kariero (France Football).
- 1999 Najboljši gol na svetovnem prvenstvu ( 1986 (2-0) Argentina 3 - 2 Anglija ).
- 1999 Športnik stoletja, Argentinsko društvo športnih novinarjev.
- 2000 FIFA Najboljši nogometaš stoletja, ljudsko glasovanje.